# République de Lokot

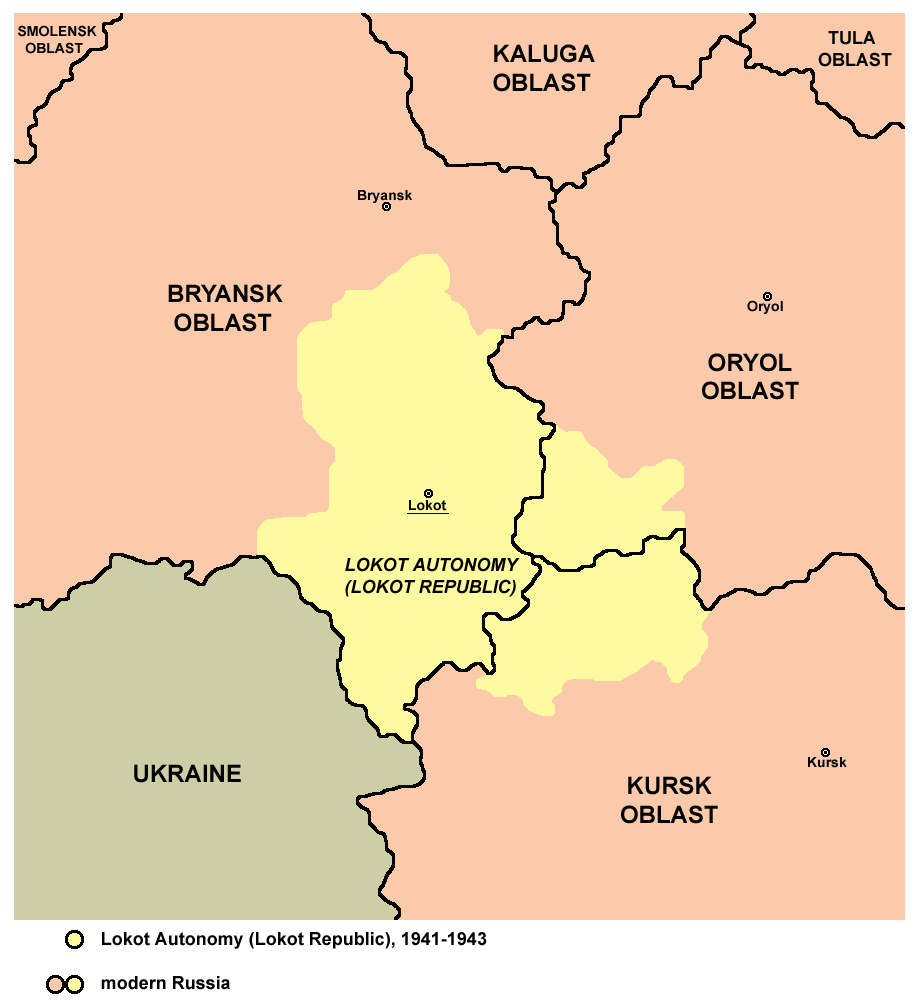
Carte de la république de Lokot.

La république de Lokot (en allemand : Republik Lokot, en russe : Ло́котское самоуправле́ние, gouvernement autonome de Lokot, ou aussi Локотский округ, district de Lokot, Локотская волость, volost de Lokot, ou Локотская республика, république de Lokot) est une entité administrative et territoriale formée dans une partie du territoire de l'URSS, occupée par les forces armées allemandes à l'époque de la Seconde Guerre mondiale.
La république de Lokot exista entre le mois de novembre 1941 et le mois d'août 1943. Le centre administratif de l'entité était situé dans le petit village de Lokot, à proximité de Briansk.

## Différences par rapport aux autres zones d'occupation
Le régime administratif de la région autonome de Lokot était, à plusieurs égards, celui pratiqué dans les autres oblasts occupés par les Allemands. La grande différence résidait en ce que l'ensemble des pouvoirs appartenait non pas à la Kommandantur allemande mais à un organe local autonome. Les organes allemands de pouvoir s'interdisaient de s'immiscer dans les affaires intérieures du district de Lokot. Les Allemands limitaient leurs interventions à des aides sous forme de conseils aux organes dirigeants de la région. 
La création de cette entité était une tentative de former et de légaliser un parti et de mettre en place un gouvernement russe indépendant. À la fin du mois de novembre 1941, le chef de la région autonome Konstantin Voskoboïnik promulgua un manifeste de création du parti populaire socialiste « Viking » (ru), dans lequel il annonçait vouloir abolir le communisme et le système des kolkhozes. Il proposait le partage des terres cultivables et des sections horticoles entre les paysans, le développement de l'initiative privée et « l'extermination impitoyable des Juifs par les commissaires ». Cependant les autorités militaires allemandes n'étaient pas disposées à créer dans les territoires occupés ni des partis politiques, ni une nouvelle organisation gouvernementale et ne soutinrent pas l'initiative de Konstantin Voskoboïnik telle quelle en ce qui concerne la création d'un parti. Par contre, ils reconnurent la région autonome de Lokot dès le 15 novembre 1941. 
En janvier 1942, Konstantin Voskoboïnik fut tué lors d'un assaut de partisans soviétiques contre Lokot et Bronislaw Kaminski prit les fonctions de maire de la République de Lokot.
En 1943, Kaminski reprit les idées de Konstantin Voskoboïnik sur le plan politique. Il remit sur pied une structure et un programme d'organisation de parti politique. À partir de 1943, après quelques modifications de statut, le parti prit le nom de « Parti national-socialiste des travailleurs de Russie » (en russe : НСТПР). Tous les travailleurs de la région autonome de Lokot devaient obligatoirement entrer dans le parti.

## Informations principales
Par ses dimensions territoriales la République de Lokot était proche des dimensions de la Belgique (30 000 km2). Elle prétendait avoir le statut d'une nation et disposait de ses propres forces armées : la RONA (Armée populaire russe de libération). C'étaient des unités de très grande valeur militaire constituées à l'image des milices populaires. L'armée était composée de 14 bataillons (représentant de 12 000 à 20 000 soldats). Au moment de l'évacuation de la ville de Lepiel par les forces sous le commandement de Kaminski la RONA comprenait 10 000 combattants répartis en 5 régiments d'infanterie, et était armé de 36 canons d'artillerie de campagne, de 2 tanks KV, de 3 tanks VT, de 4 tanks T-34, de plusieurs tanks d'autres modèles, de 20 voitures et de 15 mortiers .
La population comprenait 581 000 habitants. Malgré le fait que la région se trouvait en zone occupée par les armées allemandes, elle disposait de son propre code pénal et une procédure judiciaire particulière en matière pénale.
Selon l'historien S.I Drobiasko, avec un contrôle minimum de la part de l'administration allemande, la région autonome de Lokot obtint des résultats importants dans le domaine de la vie sociale et économique. Le système ancien de kolkhozes fut abrogé et un nouveau code fiscal fut mis en vigueur. La propriété des terres confisquées par les Soviets fut rendue en partie aux anciens propriétaires, avec des compensations du fait que la mesure par tête des surfaces s'élevait à environ 10 hectares, dans la nouvelle répartition.
Durant la période d'autonomie de Lokot, de nombreuses entreprises de transformation de produits agricoles furent créées ou étendues. Les églises furent rétablies pour le culte. Il existait 9 hôpitaux, 37 dispensaires de type ambulatoires, 345 établissement d'enseignement et trois jardins d'enfants. Un théâtre d'art dramatique fut ouvert du nom de Konstantin Voskoboïnik à Lokot, et au programme d'un autre théâtre on trouvait des spectacles de ballets. 
Les dispositions administratives de Lokot étaient, pour beaucoup, copiées sur les dispositions des occupants allemands : interdiction de déménager sans autorisation, instauration du couvre-feu, déclaration obligatoire de nouveaux arrivants par les habitants.

## Histoire

### Création

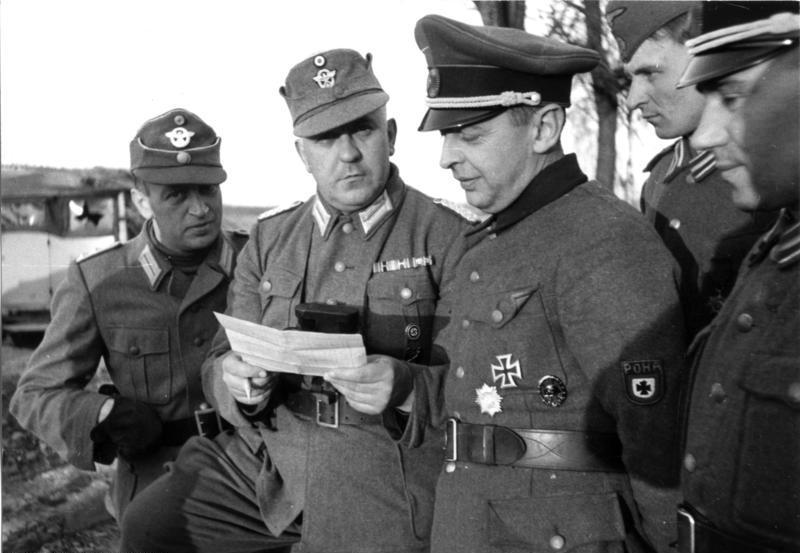
B. Kaminski entouré d'officiers de police allemands et du Rona.

La création de la République de Lokot est l’initiative de Rudolf Schmidt commandant de la 2e armée qui acquiert les pleins pouvoirs sur le territoire de l’arrière d’une surface équivalente à celle de Belgique. Rudolf Schmidt estime contre-productive la politique de brutalité extrême exercée en Russie par la Wehrmacht qui entraine l’hostilité de la population civile. Il  s’oppose au Kommissarbefehl demandant d’annuler l’ordre d’exécuter tous les commissaires. Il envoie à son supérieur Ernst Busch commandant de la 16e armée un mémorandum sous le titre Sur la possibilité de saper la résistance bolchévique de l’intérieur : 

« Tant que les commissaires devront se défendre contre une mort certaine, ils feront bloc. Nos menaces ne servent qu’à renforcer leur cohésion, malgré la présence de conflits internes chez eux. En revanche, si chaque commissaire sait, individuellement, qu’en passant de notre côté il peut sauver sa vie, alors la cohésion interne du commandement politique s’effondrera. Plus largement, il est beaucoup plus important de montrer un avenir positif au peuple russe. »

 Il dénonce les fusillades injustifiées et rappelle que le combat est mené contre les défenseurs du régime bolchevique non contre la population et les soldats prisonniers.
Les Allemands reçoivent un accueil particulièrement chaleureux à leur arrivée à Lokot le 4 octobre 1941 et trouvent une milice anticommuniste commandée par Konstantin Voskoboïnik secondé par Bronislaw Kaminski. Après l'exécution de Konstantin Voskoboïnik le 8 janvier 1942 par une attaque de partisans organisée par le NKVD, Kaminski met en place une administration et une police autonome du district spécial de Lokot sous la protection de Rudolf Schmidt.

### Sort de la population juive de la république de Lokot
La population juive de la république de Lokot fut entièrement exterminée par la police. Cela correspondait aux impératifs fixés lors de la création de la République. Proudnikov, le chef de la police dans l'oblast de Briansk, prit une part active aux fusillades. Dans l'oblast de Briansk, à Suzemka, 223 Juifs furent fusillés et à Navlia 39.

### Fin de la région autonome et événements ultérieurs dans la région
Le 5 septembre 1943 Lokot fut conquise par les forces soviétiques du 2e bataillon de blindés, 197e brigade blindée (ru), 30e corps de tankistes volontaires de l'Oural (ru), en même temps que par la 250e division de fusiliers (en). Lors du départ de l'armée allemande, l'armée de la république de Lokot, sous le commandement de Kaminski, mais aussi les membres des familles des militaires et tous ceux qui voulaient quitter le territoire soviétique (environ 30 000 personnes), se joignirent à celle-ci. Ensemble ils atteignirent la ville de Lepiel (voblast de Vitebsk), où pendant quelque temps fut créée une « République de Lepiel », et où la RONA (Armée populaire russe de libération) participa encore à des opérations contre des partisans soviétiques durant l'été 1944. L'Armée populaire russe de libération fut ensuite transférée en Pologne où elle joua un rôle dans la répression de l'insurrection de Varsovie en 1944.
Même après le départ de la RONA, la résistance de la population à l'encontre du pouvoir soviétique se poursuivit, accompagnée de fréquents affrontements armés avec les unités du NKVD sur le territoire des oblasts de Briansk et d'Orlov et ce jusqu'en 1951.

## Liens
- Черняков Д.И. Локотская газета "Голос народа" на службе у нацистской пропаганды. 1942-1943 гг. // Вопросы истории. 2010. №5. С.63-73.

- (ru) Cet article est partiellement ou en totalité issu de l’article de Wikipédia en russe intitulé « Ло́котское самоуправле́ние » (voir la liste des auteurs).